# Juli Leal i Duart
Juli Leal i Duart (València, 1946) és un dramaturg i director d'escena valencià. Llicenciat en filologia a la Universitat de València el 1972, és una figura fonamental en la modernització del teatre valencià en la dècada del 1970 i ha traduït i fer versions nombroses obres d'autors francesos. El 1973 va formar part de la companyia Carnestoltes, per la qual va fer una versió de L'hort dels cirerers d'Anton Txékhov el 1975 i Jordi Babau (Georges Dandin) de Molière el 1976, en les que volia adaptar clàssics internacionals al context valencià.
Posteriorment ha col·laborat amb Teatres de la Diputació, el Centre Dramàtic de la Generalitat Valenciana, Teatres de la Generalitat (TGV) i companyies com La Pavana.

## Espectacles
- La dama del mar d'Henrik Ibsen, 16 de gener de 1981.
- La comèdia de les equivocacions de William Shakespeare, 13 d'octubre de 1987.
- Funció de gala de Rodolf Sirera. 19 d'abril de 1990.
- Gresca al Palmar de Carlo Goldoni, 19 de desembre de 1991
- P.D: El teu gat ha mort de J. Kirkwood. 15 de maig de 1992.
- El desfici per les vacances de Carlo Goldoni, 9 de març de 1994.
- El metge a garrotades de Molière, 3 d'octubre de 1994.
- Las manos negras d'Eugène Labiche, 6 de novembre de 1996.
- Totus Tous de Juli Leal, 14 de gener de 1998
- Rosa de dos aromas d'Emilio Carbadillo, 12 de febrer de 1999.
- El Camaleón de Juan Alfonso Gil Albors. 22 de gener de 2002
- Els embolics de Scapin de Molière. 11 de gener de 2007
- Utopia Marivaux de Juli Leal, 17 d'octubre de 2007
- El Narciso en su opinión de Guillem de Castro, 22 d'abril de 2009

## Llibres
- Memòries de la Coentor, 1977.
- Una vida en el teatro, 1996.
- Totus Tous, 1998.
- Juan Lorenzo Palmireno ensaya la Fabella Aenaria. Amb Josep Lluís Sirera, 2000.